# Свети Атанасий (Асамати)
Вижте пояснителната страница за други значения на Свети Атанасий.
„Свети Атанасий“ (на македонска литературна норма: „Свети Атанасиј“) е възрожденска църква в преспанското село Асамати, част от Преспанско-Пелагонийската епархия на Македонската православна църква – Охридска архиепископия.
Храмът е разположен в източната част на селото, над пътя Асамати - Претор. Представлява малка еднокорабна сграда с полукръгла апсида на изток. Градежът е от камък, а покривната конструкция е дървена.